# Zaki Najib al-Arsuzi
Zaki al-Arsuzi (în arabă زكي الأرسوزي; n. iunie 1899, İskenderun, provincia Hatay, Turcia – d. 2 iulie 1968, Damasc, Siria) a fost un filosof, filolog și sociolog sirian ale cărui idei au jucat un rol semnificativ în dezvoltarea ideologiei Ba‘thiste. A militat pentru unitatea și independența siriene, arabismul său remarcându-se, în special, prin preocuparea manifestată față de limba arabă.

## Biografie
Zaki Najib al-Arsuzi s-a născut în 1899, în Latakia, Siria, într-o familie alauită. 
Alături de Michel ‘Aflaq și de Salah al-Din al-Bitar, al-Arsuzi a contribuit la întemeierea Partidului Ba‘th sirian, a cărui platformă-program s-a fundamentat și pe ideile sale, puse în valoare de către Michel ‘Aflaq.
Zaki al-Arsuzi și-a realizat studiile primare în Antiohia și a urmat liceul în Konya, între anii 1914 și 1918, perioadă în timpul căreia a învățat limbile turcă și franceză.	
Mai târziu, a fost numit profesor de matematică în școli secundare, date fiind dibăcia și pasiunea pe care le-a manifestat față de matematică.
În perioada cuprinsă între anii 1927 și 1930, Zaki al-Arsuzi a trăit în Franța, la Paris, unde a studiat filosofia, îndeosebi pe Platon, ceea ce a determinat o schimbare în modul său de a percepe lumea. 
El considera Parisul dovada existenței Raiului pe pământ, dar și a faptului că lumea ,,a intrat într-o nouă epocă a existenței sale, epoca eliberării de toate servituțile”.
La întoarcerea în Antiohia, dorește să transmită elevilor săi viziunea deprinsă în Franța și pune accentul pe necesitatea eradicării oricărui tip de discriminare, după principiul ,,libertatea și eliberarea de orice tiranie și exploatare”.
Ulterior, al-Arsuzi a predat și la școli din Alep și Deyr ez-Zor, dar fiind exclus din învățământ, revine în Antiohia, în vederea continuării misiunii sale de răspândire a ideilor legate de echitate.
A murit în anul 1968, la Damasc, din cauza problemelor grave de sănătate.

## Națiunea arabă, din perspectiva lui Zaki al-Arsuzi
Din perspectiva lui al-Arsuzi, naționalismul arab echivalează cu atașamentul față de limba și de cultura arabă, deopotrivă. El a susținut faptul că limba arabă reprezintă limba primordială, nu numai limba tradiției islamice, a Coranului și totodată, a considerat că, spre deosebire de restul limbilor semitice, limba arabă este cea care dispune de o influență culturală sporită.
În plus, Zaki al-Arsuzi a respins ideea pluralismului, subliniind faptul că în ciuda numărului lor mare, atât civilizațiile, cât și religiile izvorăsc dintr-o singură sursă, cea arabă, care a transmis, prin revelații, esența vieții spirituale.
Al-Arsuzi a considerat că națiunea arabă trebuie să se fundamenteze pe fraternitate, să funcționeze întocmai unei familii, aspect care se reflecta, la acea vreme, în cadrul raporturilor politice de sorginte arabă.
În conturarea acestei idei și a principiilor pe care se bazează națiunea arabă, al-Arsuzi a folosit drept punct de plecare tradiția germană a naționalității, constituită pe principiul eredității, tradiție a cărui model avea să contribuie la transformarea societății arabe tribale într-una modernă, avându-l, în prim-plan, pe individ.
Arsuzi a dorit ca noul stat arab să fie unul democratic și a susținut faptul că tradiția tiranică prin care s-a caracterizat lumea musulmană a fost determinată de nearabi, de turci și de mongoli. În accepțiunea sa, Zaki al-Arsuzi a considerat că este necesar ca liderul să fie solidar și să empatizeze cu cei pe care îi conduce.
Al-Arsuzi a urmărit evenimentele locale și internaționale, și-a îndemnat discipolii să-i propage ideile, ceea ce i-a conferit numele ,,Profesorul”. Ulterior, în demersul său, al-Arsuzi pune bazele unui ziar, ,,al-’Uruba"(,,Arabismul"), în vederea uniformizării opiniei publice arabe.

## Filosofia despre limbă
Filosofia limbii lui al-Arsuzi a avut drept scop servirea ideii naționale. În viziunea lui, limba arabă este elementul datorită căruia Coranul și tradițiile islamice au căpătat sens.
Ideile lui al-Arsuzi pot fi judecate pornind de la filosofia acestuia despre limbă, preocuparea sa principală. Lucrările sale: Geniul arab în limba sa, Epistolă despre limbă, Limba arabă se referă la două aspecte importante: expresivitatea sonoră (al-bayan al-sawtiyy) a cuvântului arab și la expresivitatea vizuală (al-bayan al-mar’iyy). Totodată, al-Arsuzi pune accentul și pe intuiție, pe care o atribuie vorbitorului de limba arabă.
Arsuzi considera că, spre deosebire de alte limbi, limba arabă ,,vine din ceruri” și este ,,originală” și ,,originară”, o limbă a originilor. Viziunea lui asupra limbii este una mitică, astfel că ceea ce el consideră a fi nobil, autentic, pentru alții, poate fi primitiv.
Așadar, limba arabă, în viziunea lui al-Arsuzi, este superioară celorlalte, este punctul din care acestea au originat.

## Scrieri
Preocupările sale filosofice i-au înlesnit scrierea cărții Geniul arab și limba sa, iar, pe lângă aceasta, al-Arsuzi a publicat și lucrări referitoare la problemele naționale, susținând, prin intermediul acestora, ideea necesității unității arabe, pe cea a împroprietăririi țăranilor, dar și pe cea a educării noii generații.
Alte cărți publicate de către Zaki al-Arsuzi, între anii 1960 și 1964, sunt:
- Națiunea arabă: misiunea, identitatea și problemele sale (1960)
- Vocea arabismului în provincia Iskandarun (1961)
- Când va fi guvernarea democratică (1961)
- Renașterea națiunii arabe și misiunea sa în lume. Limba arabă (1963)
- Republica ideală (1964)[13]